# Falling Ice Glacier
Falling Ice Glacier – lodowiec na południowo-wschodnim zboczu góry Mount Moran na terenie Wyoming w Stanach Zjednoczonych. W jego pobliżu znajdują się także lodowce górskie Triple Glaciers oraz Skillet Glacier. Powstał w czasie Małej Epoki Lodowej.